# Oddanchatram
Oddanchatram è una suddivisione dell'India, classificata come town panchayat, di 24.135 abitanti, situata nel distretto di Dindigul, nello stato federato del Tamil Nadu. In base al numero di abitanti la città rientra nella classe III (da 20.000 a 49.999 persone).

## Geografia fisica
La città è situata a 10° 30' 01 N e 77° 44' 31 E.

## Società

### Evoluzione demografica
Al censimento del 2001 la popolazione di Oddanchatram assommava a 24.135 persone, delle quali 12.164 maschi e 11.971 femmine. I bambini di età inferiore o uguale ai sei anni assommavano a 2.293, dei quali 1.145 maschi e 1.148 femmine. Infine, coloro che erano in grado di saper almeno leggere e scrivere erano 16.683, dei quali 9.246 maschi e 7.437 femmine.